# Alfonso Albacete (director)
Alfonso Albacete es un director y guionista de cine español de películas como Más que amor, frenesí, Sobreviviré o Mentiras y gordas.

## Biografía
Nació en Murcia en el año 1963 aunque vive en Madrid desde los 3 años. Director de cine y guionista. Desde pequeño se le despierta el gusanillo del cine, tiene muy claro que quiere dedicarse a hacer películas, lo considera su sueño y su pasión, cinéfilo, estudioso, gran amante del cine y con claros referentes como Quentin Tarantino, Billy Wilder o François Truffaut. A la hora de acceder a la universidad opta por estudiar Ciencias de la Información en la UCM. 
Comenzó sus trabajos como vídeo-artista en los años 80 con títulos como Trepanación, concierto en cinco movimientos que forma parte de la muestra  La Imagen Sublime del Museo de Arte Reina Sofía y ARCO, Costus sobre los pintores andaluces de la movida o Banús acerca del artista guatemalteco Ramón Banús. 
Desde estos primeros trabajos hasta que hace su primera película, pasa por muchas fases: forma parte del equipo de dirección a las órdenes de Juan Antonio Bardem en la serie de TVE Lorca, muerte de un poeta (1987). También trabaja en producción audiovisual para Publicidad en Contrapunto, Madrid (1987-1988). Hace labores de realización en series de documentales como Centroamérica, cadena en acción (1990) (producida por Johns Hopkins University, ganadora del premio del Population Institute, Best Media Award) en Centroamérica, donde pasa tres años trabajando para fundaciones y creando vídeos de enseñanza.
Es también director y guionista del telefilme La niña que vio el mundo desde arriba (1991), rodado en México y Guatemala y producido por Mac Arthur Foundation. En 1996 se une a David Menkes y Miguel Bardem con quienes funda Películas Frenéticas. Desde el año 2010 dirige en solitario. Actualmente combina su tarea de director y guionista con la de autor, publicando su primera novela Todo se Mueve, editada por Plan B del grupo Penguin Random House, que recoge el relato de cuatro mujeres y sus diez secretos en un Madrid donde nada permanece. Es letrista y autor de temas musicales junto a Juan Sueiro, algunos como El viento y el león, interpretado por Zahara (cantante), está incluido en la BSO de Solo Química. Ha sido nominado a los premios Goya  junto a Juan Bardem Aguado por el tema "L’as tu vue", compuesto especialmente para el filme de Fernando Colomo La banda Picasso (2013).
Ha sido director y guionista de numerosos largometrajes de éxito con premios internacionales, siendo dos veces nominado al Goya, y ha escrito guiones junto a Lucía Etxebarría y Ángeles González-Sinde. Además de convertirse en éxitos comerciales, algunos de sus films han marcado a más de una generación de jóvenes (y no tan jóvenes).

## Filmografía
- Más que amor, frenesí (1996) [codirector y coguionista]. Nominación a los Premios Goya 1996 como Mejor Dirección Novel, seleccionada en el Festival de Sundance y Festival Internacional de Cine de San Sebastián, nominación a Mejor Actor para Gustavo Salmerón, Fotogramas de Plata, nominación a Mejor Secundario para Gustavo Salmerón. Unión de Actores.
- Atómica (a.k.a. “No me hables de los hombres que me pongo... Atómica”)(1998) [codirector y coguionista] Selecionada en el Festival de San Sebastián (Zabaltegui).
- Sobreviviré (1999) [codirector y coguionista], ganadora del Festival Gay/Lésbico de Turín, premio del público en Chicago, BSO Nominada a los Premios de la Música. España.
- I Love You, Baby (2001) [codirector, coguionista y coproductor] , nominación a Mejor Película en el Festival Gay/Lésbico de Turín.
- Entre vivir y soñar (2004) [codirector y coguionista]
- Mentiras y gordas (2009) [codirector y coguionista], ganadora del premio Shangay, premio del público en Mix México, largo recorrido por festivales de diversidad sexual, nominación a Mejor Actor para Hugo Silva, Fotogramas de Plata.
- Solo química (2015) [director y coguionista].  Festival de Málaga: Sección oficial largometrajes. Clausura.
- La Novia de América (2023) [director y coguionista]. Premios Alfonso X de la Cultura 2024 Cine. En México estrenada como Juntos pero no revueltos.
- Tino Casal (2023) (director y coguionista). Serie documental sobre Tino Casal TV